# 겨풀
겨풀은 한국·일본 등지에 분포하는 여러해살이풀로 높이는 50cm 내외이고 줄기는 가늘고 길며 가지가 갈라진다. 줄기 아래쪽은 가로 뻗으며 위쪽은 구부러지고 후에 곧게 서며 마디에 높고 가는 털이 흩어져 난다. 잎은 어긋나며 줄모양의 길고 넓적한 침모양이고 길이 8~15cm, 나비 0.5~1cm이며 밝은 녹색으로 약간 부드러우나 잎 앞뒷면 및 가장자리는 거칠거칠하다. 꽃은 원추꽃차례이고 줄기 꼭대기에 성기게 피며 곧게 서고 길이 15cm 내외이다. 가지는 섬세하고 꽃떨기는 긴 타원형이며 벼와 비슷하다. 꽃은 1송이로 가을에 피며 물가에 난다.